# تخفي الشركات الناشئة
تعمل بعض الشركات الناشئة بشكل متخفي أو سري كي تتجنب الرأي العام وقد يتم ذلك لتجنب سرقة المعلومات من المنافسين أو كجزء من إستراتيجيات التسويق أو لموازنة الصورة العامة. وهذه الظاهرة معروفة جيداً في مجتمع الرأس المالي. وغالباً يتم ذلك في السنوات الأولى للشركة. فالتخفي قد يجبر المستثمر إلى كشف التمويل. فيكشف أسمائهم للعامة ولكن غالباً ما يكون وصف ملخص عام معروف عن الشركة.

## المميزات
- حماية الملكية الفكرية: إذا كانت البداية غير متخفيه والعمل بنفس الوقت على تطوير منتج ثوري سيكون من السهل نسخها أو سرقتها خاصة إذا كانت فكره برمجيه أو تكنولوجيا جديده ورخيصة نسبياً فالتخفي سيجنب من تسريب الفكرة للعامة أو سرقتها من المنافسين. فعادة ما يجبر الموظفون على توقيع اتفاقية عدم افصاح. كما أن طلب الحصول على براءة اختراع عملية طويلة ومكلفة. فهذا خيار غير قابل للتطبيق بالنسبة لشركة ناشئة.[2]
- ضغوط اقل من الرأي العام: فالعمل على منتج في مجموعة منعزلة. يجعل الفريق يركزون على تحقيق أهدافهم.

## العيوب
- صعوبة وثوق المستثمرين والمستشارين المحتملين: ومن دون أي إعلانات أو عروض تسويقية، فإن الشركات الناشئة سوف تضطر إلى بذل المزيد من الجهد لإقناع المستثمرين والمستشارين المحتملين بأن الفكرة يتم تطويرها على نحو جاد
- صعوبة العثور على موظفون جدد: بسبب عدم القدرة على الإعلان أو توضيح للمرشحين على ما سيعملون عليه بالتحديد، يجعل أيجاد موظفون جدد تحدي للشركة.
- صعوبة عمل اختبارات مع عامة الناس: يجب عمل تجارب على المنتج تحت اسم مختلف بسبب سرية الموضوع أو عمل التجارب مع شريحة صغيرة من الناس مع اجبارهم على توقيع اتفاقية عدم افصاح على التجارب.[3]